# Comité d'Olten
Le comité d'Olten est un comité d'action suisse fondé le 4 février 1918.

## Histoire
À la suite de plusieurs manifestations dont une émeute qui se déroule le 17 novembre 1917 à Zurich ainsi qu'à la décision du Conseil fédéral au début de 1918, d'instaurer un service civil obligatoire, Robert Grimm, alors rédacteur de la Berner Tagwacht et membre du Parti socialiste suisse, forme autour de lui un comité d'action qui rassemble des membres de l'aile gauche du parti ainsi que des syndicalistes. Ce comité, appelé soviet par ses opposants politiques, prend le nom de comité d'Olten en référence à la ville d'Olten où ses membres se réunissent.
Ce comité négocie pendant la première partie de l'année 1918 avec le gouvernement fédéral sur plusieurs points, dont le prix du lait. En juillet, il devient le porte-parole officiel du congrès ouvrier suisse dans les négociations sur les revendications syndicales.
À la fin de l'automne, des troupes sont mobilisées et occupent la ville de Zurich pour éviter des débordements. Le comité d'Olten proteste et organise plusieurs grèves qui débouchent sur la grève générale déclarée le 12 novembre.
Lors de la grève, le comité remet au gouvernement fédéral une liste de neuf revendications à la fois politiques et sociales (dont l'introduction du suffrage féminin ou la semaine de 48 heures). Cependant, la mobilisation de 100 000 hommes, venus principalement des cantons agraires, provoque la capitulation du comité trois jours plus tard, après que le Conseil fédéral a exigé le 13 novembre la fin de la grève, sans conditions.

## Perception du groupe

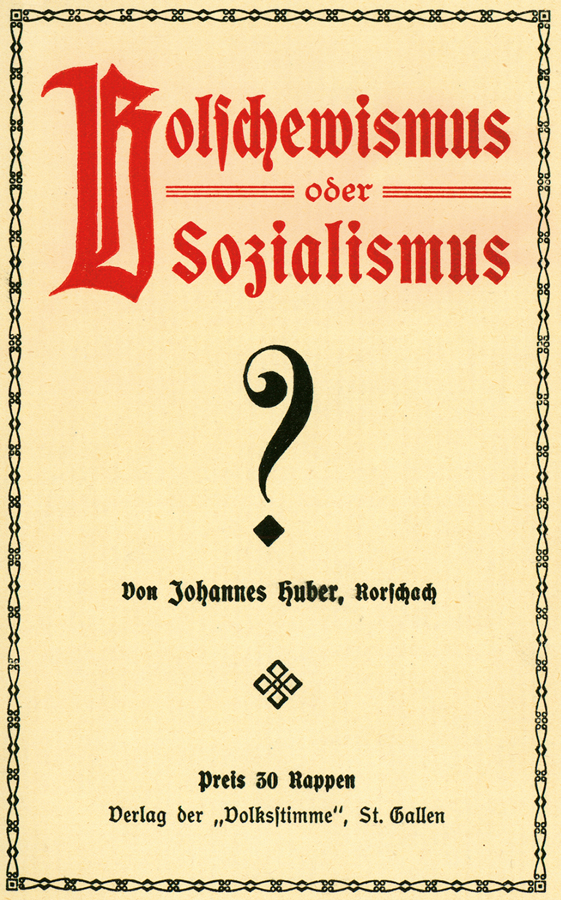
Brochure élaborée après la grève générale de 1918 par Johannes Huber, avocat du comité d'action d'Olten, afin de distinguer socialisme et bolchévisme.

Le fait que le comité ait désigné un collège de sept membres pour le représenter a longtemps amené l'opinion publique à le considérer comme un contre-Conseil fédéral.
Le groupe d'Olten est présenté après la grève dans la presse et par les dirigeants politiques comme un groupe bolchévique et révolutionnaire, soutenu par l'URSS. Ce n'est que plus tard, dans les années 50 et 60, que cette thèse sera officiellement combattue par la parution de plusieurs études de Willi Gautschi, suivie quelques années plus tard par un ouvrage collectif dirigé par Marc Vuillemier, qui présentent l'action du groupe comme une revendication syndicale face aux mauvaises conditions de vie des ouvriers et à la misère sociale. De plus, plusieurs des revendications du groupe sont finalement satisfaites dans les années suivantes, telle que l'introduction de l'AVS, acceptée par le peuple en 1925 et entrée en vigueur en 1948.

## Sources
- Nouvelle histoire de la Suisse et des Suisses, Lausanne, Payot, 1986, 005 p. (ISBN 2-601-03017-8)
- Constant Frey, La grève générale de 1918, Genève, 1969Seconde édition
- « Grève générale » dans le Dictionnaire historique de la Suisse en ligne.
- Willi Gautschi: Das Oltener Aktionskomitee und der Landes-Generalstreik von 1918.  Zurich 1955.
- Willi Gautschi: Der Landesstreik 1918.  Benziger, Zurich/Einsiedeln/Cologne 1968.
- Der Landesstreik-Prozeß gegen die Mitglieder des Oltener Aktionskomitees vor dem Militärgericht III vom 12. März bis 9. April 1919. Mit Vorwort von Robert Grimm. 2 Bände. Bern: Unionsdruckerei 1919.